# Phaonia insetitibia
Phaonia insetitibia är en tvåvingeart som beskrevs av Fang och Fan 1988. Phaonia insetitibia ingår i släktet Phaonia och familjen husflugor. Inga underarter finns listade i Catalogue of Life.